# اسلام‌آباد (بروجن)
اسلام‌آباد، روستایی از توابع بخش مرکزی شهرستان بروجن در استان چهارمحال و بختیاری ایران است.

## جمعیت
این روستا در دهستان حومه قرار دارد و براساس سرشماری مرکز آمار ایران در سال ۱۳۸۵، جمعیت آن ۷۸۹ نفر (۱۷۴ خانوار) بوده‌است.